# Col·legi Horta Vella
El Col·legi Horta Vella és una escola de la Ràpita (Montsià) inclosa a l'Inventari del Patrimoni Arquitectònic de Catalunya.

## Descripció
És un edifici aïllat amb planta rectangular i alçat d'una planta -a excepció de l'ala dreta on hi ha un pis superior-. Està envoltat per un reixat.
A l'espai central de la façana principal hi ha un pòrtic amb sis columnes que sostenen el frontó, ressaltat interiorment per línies pintades a manera de motllures.
A cada costat hi ha un espai quadrat rebaixat on s'allotgen les finestres.
La part de l'edifici amb dues plantes mostra, per a totes les obertures d'ambdós pisos, arcs de mig punt rebaixats.
La part superior de l'edifici està acabada amb un element triangular a manera de frontó amb línies que imiten motllures i òculs, però que estan pintades. Remarquen les formes de l'immoble.
Les finestres del pis de dalt són amb arcs de mig punt, i les de baix, rectangulars. Tota la façana té un acabament mixtilini expressat amb una petita motllura.

## Història
Aquesta construcció fou bastida l'any 1986, imitant l'arquitectura de l'antic edifici de duanes, anomenat "La Casota".